# Billy Wilder
Samuel (Billy) Wilder (Sucha, 22 juni 1906 – Beverly Hills, 27 maart 2002) was een Amerikaans filmmaker van Joodse komaf. Wilder was meervoudig Oscarwinnaar en geldt als een van de belangrijkste regisseurs uit de Amerikaanse filmgeschiedenis.

## Levensloop
Wilder begon zijn loopbaan als verslaggever, eerst in Wenen en later in Berlijn. Daar kwam hij met de filmindustrie in aanraking. Hij werd aangenomen als scenarioschrijver, maar moest voor het opkomende Duitse nazisme vluchten. Later zou hij vernemen dat zijn hele familie in de concentratiekampen was omgekomen.
Hij kwam terecht in Parijs, waar hij een tijdlang als regieassistent werkte. Vervolgens begon hij in de Verenigde Staten een loopbaan als filmregisseur. Bovendien trad hij in militaire dienst en nam deel aan gevechtshandelingen. Na de oorlog oogstte hij snel succes als regisseur. Op latere leeftijd raakte hij weliswaar iets van zijn glans kwijt, maar toch gelden veel van zijn films nog steeds als klassiekers.
Als scenarist deed Wilder onder meer ervaring bij de regisseur Ernst Lubitsch op, die hij het draaiboek voor de komedie Ninotchka op papier hielp te zetten.
Wilder kreeg al in 1945 voor de dramafilm The Lost Weekend zijn eerste Oscar, een verhaal over een auteur met een drankprobleem. In 1944 draaide hij de misdaadfilm Double Indemnity, in 1950 de klassieker Sunset Boulevard en in 1959 de komedie Some Like It Hot met Marilyn Monroe als hoofdrolspeelster.
Zijn werk wordt gekenmerkt door cynisme, humor en een originele verhaallijn. Hij was geboeid door zeer uiteenlopende onderwerpen en hij gebruikte dikwijls dezelfde acteurs, zoals Jack Lemmon en Walter Matthau.
In 2002 stierf Wilder op 95-jarige leeftijd aan de gevolgen van een longontsteking.

## Filmografie
| Jaar | Titel                               | Prijzen en nominaties                                                                                         | Land(en)                 |
| ---- | ----------------------------------- | --- | ------------------------ |
| 1934 | Mauvaise Graine                     | | Frankrijk                |
| 1942 | The Major and the Minor             | | Verenigde Staten         |
| 1943 | Five Graves to Cairo                | | Verenigde Staten         |
| 1944 | Double Indemnity                    | Oscarnominatie voor beste regisseur Oscarnominatie voor beste aangepaste scenario                             | Verenigde Staten         |
| 1945 | The Lost Weekend                    | Oscar voor beste regisseur Oscar voor beste aangepaste scenario Golden Globe voor beste regisseur Gouden Palm | Verenigde Staten         |
| 1948 | The Emperor Waltz                   | | Verenigde Staten         |
| 1948 | A Foreign Affair                    | Oscarnominatie voor beste aangepaste scenario                                                                 | Verenigde Staten         |
| 1950 | Sunset Boulevard                    | Oscarnominatie voor beste regisseur Oscar voor beste originele scenario Golden Globe voor beste regisseur     | Verenigde Staten         |
| 1951 | Ace in the Hole                     | | Verenigde Staten         |
| 1953 | Stalag 17                           | Oscarnominatie voor beste regisseur                                                                           | Verenigde Staten         |
| 1954 | Sabrina                             | Oscarnominatie voor beste regisseur Oscarnominatie voor beste aangepaste scenario                             | Verenigde Staten         |
| 1955 | The Seven Year Itch                 | | Verenigde Staten         |
| 1957 | The Spirit of St. Louis             | | Verenigde Staten         |
| 1957 | Love in the Afternoon               | | Verenigde Staten         |
| 1957 | Witness for the Prosecution         | Oscarnominatie voor beste regisseur                                                                           | Verenigde Staten         |
| 1959 | Some Like It Hot                    | Oscarnominatie voor beste regisseur Oscarnominatie voor beste aangepaste scenario                             | Verenigde Staten         |
| 1960 | The Apartment                       | Oscar voor beste film Oscar voor beste regisseur Oscar voor beste originele scenario                          | Verenigde Staten         |
| 1961 | One, Two, Three                     | | Verenigde Staten         |
| 1963 | Irma la Douce                       | | Verenigde Staten         |
| 1964 | Kiss Me, Stupid                     | | Verenigde Staten         |
| 1966 | The Fortune Cookie                  | Oscarnominatie voor beste originele scenario                                                                  | Verenigde Staten         |
| 1970 | The Private Life of Sherlock Holmes | | Verenigd Koninkrijk      |
| 1972 | Avanti!                             | | Verenigde Staten Italië  |
| 1974 | The Front Page                      | | Verenigde Staten         |
| 1978 | Fedora                              | | Frankrijk West-Duitsland |
| 1981 | Buddy Buddy                         | | Verenigde Staten         |

- Bibsys: 90639253
- Biblioteca Nacional de España: XX859843
- Bibliothèque nationale de France: cb12174555p (data)
- Catàleg d'autoritats de noms i títols de Catalunya: 981058519971406706
- CiNii: DA06175652
- Gemeinsame Normdatei: 118632795
- International Standard Name Identifier: 0000 0001 2284 2100
- Library of Congress Control Number: n79145593
- Nationale Bibliotheek van Letland: 000238350
- MusicBrainz: 5bcf5eb8-4637-4d39-b3ef-cf491aa28b29
- Bibliotheek van het Japanse parlement: 00621646
- Nationale Bibliotheek van Tsjechië: xx0005680
- Nationale bibliotheek van Australië: 35607780
- Nationale Bibliotheek van Israël: 987007269692005171
- Nationale Bibliotheek van Polen: a0000002006182
- Nederlandse Thesaurus van Auteursnamen: 070754039
- Réseau des bibliothèques de Suisse occidentale: 02-A003975327
- LIBRIS: 226009
- SNAC: w637799k
- Système universitaire de documentation: 030300975
- Trove: 1013150
- Virtual International Authority File: 112274535
- WorldCat: E39PBJpV7qPDrPH3Fvkj4BKw4q

Mauvaise Graine (1934) · The Major and the Minor (1942) · Five Graves to Cairo (1943) · Double Indemnity (1944) · The Lost Weekend (1945) · The Emperor Waltz (1948) · A Foreign Affair (1948) · Sunset Boulevard (1950) · Ace in the Hole (1951) · Stalag 17 (1953) · Sabrina (1954) · The Seven Year Itch (1955) · The Spirit of St. Louis (1957) · Love in the Afternoon (1957) · Witness for the Prosecution (1957) · Some Like It Hot (1959) · The Apartment (1960) · One, Two, Three (1961) · Irma la Douce (1963) · Kiss Me, Stupid (1964) · The Fortune Cookie (1966) · The Private Life of Sherlock Holmes (1970) · Avanti! (1972) · The Front Page (1974) · Fedora (1978) · Buddy Buddy (1981)